# William Sturgiss Lind
William Sturgiss Lind (* 9. Juli 1947 in Cleveland, Ohio) ist ein US-amerikanischer Militärtheoretiker und konservativer Autor.

## Leben
Lind schloss 1969 am Dartmouth College summa cum laude ab und erhielt 1971 den Grad des Magister Artium in Geschichte von der Princeton University. Ab 1973 bis 1976 war er Mitarbeiter von Senator Robert H. Taft junior, dem er als militärischer Berater diente. Von 1977 bis 1986 diente er Senator Gary Hart in ähnlicher Funktion. Gemeinsam mit Gary Hart verfasste er „America Can Win: The Case for Military Reform“.
Lind war ein wissenschaftlicher Mitarbeiter des Luftwaffenobristen und Militärstrategen John Boyd, dessen Erkenntnisse, insbesondere die OODA-Loop,  wesentlich in die Theorie des Krieges der vierten Generation einflossen.
Er ist Mitautor der Studie The Changing Face of War: Into the Fourth Generation (1989), die das Verhalten nichtstaatlicher Kriegsparteien untersuchte. Lind gilt als Kritiker der in den Kriegen gegen Afghanistan (seit 2001) und den Irak (seit 2003) von Seiten des US-amerikanischen Militärs angewandten Strategie und Taktik.
Außerhalb der Vereinigten Staaten war er als Dozent an der schwedischen und Israelischen Militärakademie tätig.
2014 verfasste er unter dem Pseudonym Thomas Hobbes den futuristischen Kriegsroman Victoria: A Novel Of 4th Generation War. In diesem bewirken radikal-christliche Bürgerwehren die Auflösung der Vereinigten Staaten und errichten an ihrer Stelle eine „retrokulturelle“, den Konföderierten Staaten nachempfundene Nation.

## Veröffentlichungen
- mit Nightengale, Schmitt, Sutton, Wilson: The Changing Face of War: Into the Fourth Generation. (1989)